# Джуно (награда)
 Вижте пояснителната страница за други значения на Джуно.
Наградите „Джуно“ (на английски: Juno Awards) са награди, връчвани всяка година от Канадската академия за звукозаписни изкуства и науки.

## История
Наградите се появяват през 1964 година с името RPM Gold Leaf Awards като анкетно проучване, организирано от списание RPM, като имената на победителите са обявявани в края на годината.
Първата официална церемония е проведена през 1970 година. На следващата година наградите са кръстени на римската богиня Юнона и на Пиер Джуно (Жуно на френски), първият председател на Канадската комисия по радио-телевизия и телекомуникации.
В самото начало категориите, в които се връчват наградите „Джуно“, са 16, а към 2014 година те наброяват 42. Номинациите се обявяват през февруари, а победителите стават ясни на церемонията през март.